# 금산 천내리 용호석
금산 천내리 용호석(錦山 川內里 龍虎石)은 대한민국 충청남도 금산군 제원면, 천내리 마을 서쪽 강변에 자리잡고 있는 돌로 만든 동물상이다. 1973년 12월 24일 충청남도의 유형문화재 제4호로 지정되었다.

## 개요
천내리 서쪽에 흐르는 천내강변 제원대교 인근에 있는, 고려시대 말기에 조성된 것으로 추정되는 작품이다. 용석은 제원대교 북쪽 50m 지점에 있고, 그곳에서 230m 떨어진 곳에 호석이 있다. 현재 용호석은 보호각을 건립하여 보호하고 있다.

## 용석
용석은 70×80cm가량 되는 부정형 대석 위에 조각되어 있으며, 소용돌이 모양의 돌기 사이에 꿈틀거리는 용의 몸체를 조각하였고, 여의주를 물고 있는 입 양쪽으로 아가미와 수염이 세밀하게 조각되어 있다.

## 호석
호석은 110×80cm의 네모난 받침돌 위에 앞발을 세우고 앉아 있는 호랑이 모습으로, 두툼하게 융기된 곡선과 원형을 교대로 조각하여 털무늬를 표현하였고, 몸은 서쪽, 머리는 북쪽을 향하였으며, 입을 벌리고 있는 모습이다. 조각수법이 퇴화하여 호랑이나 용의 특징이 생동감 있게 묘사되지는 못하였다.

## 관련 전설
용호석과 관련하여 고려 공민왕과 관련된 전설이 전해지고 있다. 고려말 홍건적의 난 때, 안동으로 내려온 공민왕이 지관에게 자신의 능묘를 정하도록 명하였다. 지관은 금산 동쪽 20리 지점 태백산 지맥에 평사낙안부사도강의 명당이 있다고 하였으며, 이에 공민왕은 필요한 석물로 준비하게 하였다고 한다. 그러나 공민왕이 개경으로 환도한 후로 방치되었다고 한다.

## 참고 자료
- 금산천내리용호석 - 국가유산청 국가유산포털
- 천내리의 지킴이 용호석 - 금산군 문화관광포털